# 農業情報学会
農業情報学会（のうぎょうじょうほうがっかい、英語名：Japanese Society of Agricultural Informatics, 略称：JSAI）は、農林水産分野における情報科学・情報技術の進歩発展と学術の推進を図り、食品産業・農山漁村の情報利用の普及推進を目的として1989年（平成元年）に設立された学会である。

## 総会
- 年1回

## 学会誌
- 年4回発行「農業情報研究（Agricultural Information Research）」
  - ONLINE ISSN：1881-5219
  - PRINT ISSN：0916-9482
  - 国立国会図書館請求番号：Z18-3538

## 学会賞
- 学術賞
- 学術普及賞
- 学術奨励賞
- 開発奨励賞
- 論文賞
- 橋本賞
- 著述賞
- ICT経営実践賞浅川賞

## 関連事項
- 学会の一覧